# Gloucester Courthouse
La census-designated place américaine de Gloucester Courthouse est le siège du comté de Gloucester, dans l’État de Virginie. Lors du recensement de 2010, sa population s’élevait à 2 951 habitants.

## Monuments
La cabane en rondins dite Troop 111 Boy Scout Cabin est inscrite au Registre national des lieux historiques depuis le 18 novembre 2021.

## Source
- (en) Cet article est partiellement ou en totalité issu de l’article de Wikipédia en anglais intitulé « Gloucester Courthouse, Virginia » (voir la liste des auteurs).